# Club Deportivo Cobán Imperial
El Club Deportivo Cobán Imperial, o simplemente Cobán Imperial es un equipo de fútbol profesional de Guatemala que milita actualmente en la Liga Nacional de Guatemala. Es uno de los clubes tradicionales e históricos de Guatemala. Fue fundado oficialmente el 1 de agosto de 1936 y su sede está ubicada en la ciudad de Cobán, Departamento de Alta Verapaz, juega sus partidos como local en el Estadio Verapaz José Ángel Rossi, también conocido como "Estadio Verapaz" o "El ecológico de América". Se convirtió en campeón de liga por primera vez el 6 de junio de 2004, cuando derrotó al CSD Municipal en la final del Torneo Clausura y volviendo a tocar la gloria de un campeonato nacional el 18 de diciembre de 2022 al derrotar a Antigua GFC en el Apertura 2022. 
Fue relegado de la Liga Mayor, tras perder la permanencia contra el Deportivo Zacapa, en la temporada 2005-06 (el 11 de junio de 2006 en tanda de penales). El 24 de mayo de 2015 logró finalmente su ascenso a Liga Mayor, al derrotar al Deportivo Mictlán en el Estadio Mateo Flores.

## Historia
Fue fundado en 1924 participando durante muchos años en la liga inferior. Fue invitado para formar parte del Torneo de Copa en la liga mayor de Guatemala en 1960 porque era buen equipo y tenía estadio propio. Eduardo "Mondongo" Guzmán fue el primer entrenador de los cobaneros, bajo el nombre de Magisterio de Cobán disputaron únicamente 3 juegos ya que al en adelante lo hicieron con el nombre de 'Cobán Imperial'; durante el torneo debieron de haber jugado la cantidad de 17 juegos, sin embargo Cobán solamente cumplió 13 juegos puesto que el resto ya no modificaba la tabla de posiciones, finalizando en el puesto No.14.
Su debut fue contra el equipo llamado Aviateca empatando a un gol, el primer gol en su historia lo anotó el jugador Mario Winter.
En 1964 ganó su ascenso, pero no pudieron hacerle frente a equipos con mayor experiencia y en 1966 volvieron a descender. En el año 1975 cuando el equipo "Jimmy Álvarez" por situaciones ajenas a lo deportivo, cambio de sede, luego de que en su directiva lograron hacerse parte personas de la ciudad de Cobán y por ende logrando cambiar el nombre por el de "Cobán Imperial" logrando así su tercera participación para 1976, aprovechándola muy bien hasta 1988, cuando otra vez ocupó el sótano de la tabla. Volvió con grandes bríos en 1994 y volvió a descender en 1996, pero logró nuevamente el ascenso de manera muy rápida al año siguiente en 1997, hasta la última ocasión en 2006, cuando volvió a descender, pero la alegría llegó de nuevo para la gente de Cobán, el domingo 24 de mayo de 2015, ya que Cobán Imperial derrotó 1 a 0 a Mictlán en el Estadio Nacional Mateo flores. Por ser uno de los equipos que tenía muchos subcampeonatos seguidos, se ganó el apodo o mote del ´´ya merito´´ hasta que por fin ganó el campeonato nacional en el estadio nacional Mateo Flores en 2004. Convirtiéndose en uno de los equipos más tradicionales, ganadores, respetados y porque no decirlo mejor organizados de Guatemala y de Centroamérica, pues todos esos grandes atributos lo han convertido en un equipo con una gran y larga historia muy fructífera en el balompié guatemalteco. Siempre ha sido un club con destacadas y grandes figuras.

### Cinco veces subcampeón nacional
En el 1.er. Subcampeonato los cobaneros quedaron terceros en la clasificación de 1979, metiéndose en la octagonal por el título. Al concluir ésta, tres escuadras compartieron el primer lugar, tuvieron que irse a una serie extra en triangular a dos vueltas, para definir al campeón. Los príncipes le ganaron a CSD Municipal, pero no a Comunicaciones.Muchos afirman que el árbitro de ese encuentro tuvo mucho que ver, para que Cobán Imperial no obtuviera su primer campeonato en 1979, quedó evidenciado que estaba a favor de los cremas, ya que marco un penal muy dudoso y, que hasta la fecha le duele a todo el pueblo de Cobán y de Las Verapaces. En ese entonces Los Príncipes Azules de Cobán Imperial tenían un gran equipazo de ensueño y temido por sus adversarios. 
El 2.º fue en el campeonato de liga 1997-98. los altaverapacenses terminaron en el segundo puesto de los doce conjuntos y en la hexagonal por el cetro, quedaron en el tercer escalón, pero como se sumó una fase de clasificación y hexagonal, terminaron como subcampeones.
El 3.º subcampeonato llegó en el Torneo Apertura 2001. Terminaron en la segunda posición de los doce equipos. En los cuartos de final dejó en el camino al equipo de Aurora F.C y en las semifinales, a Comunicaciones. En la final se enfrentó a CSD Municipal, habiendo ganado 3-0 en su estadio, en el juego de vuelta disputado en la capital le bastaba un empate o una pérdida mínima para ser campeón. Pero, perdió 3-0 aunque todavía había una remota posibilidad que eran los penaltis. Pero los jugadores de Municipal fueron certeros en cuatro tiros, mientras que Cobán Imperial anotó solo dos.
El 4.º  en el Torneo Clausura 2003. Nuevamente los príncipes azules se ubicaron en la segunda casilla avanzando directamente hasta semifinales. En las semifinales, tomaron revancha de CSD Municipal dejándolo fuera del camino. En los dos juegos por el título, en el primero realizado en Cobán nivelaron sin gol con Comunicaciones, en el juego de vuelta realizado en la capital perdieron 3-2, gracias a un gol de Oro anotado por Diego Latorre.
El 5.° en el Torneo Apertura 2024. Luego de superar en penales a Comunicaciones en el Jose Angel Rossi, el equipo de Coban Imperial se enfrentó en semifinales a Xinabajul obteniendo en el juego de ida un marcador de 0 a 0. para la vuelta el equipo de Huehuetenango se puso a ganar, consiguiendo empatar el juego en tiempo añadido, el pase se definió en tiros penales en donde Cobán Imperial obtuvo su clasificación. El juego de la gran final se enfrentó al Xelajú M.C., jugando Cobán Imperial como local el juego de ida de la gran final el sábado 14 de diciembre de 2024, en donde logró obtener un resultado a su favor de 2 goles por 0. El juego de vuelta se llevó a cabo en el mítico Estadio Mario Camposeco el sábado 21 de diciembre de 2024, en donde Cobán no aprovechó la ventaja y terminó con un marcador adverso de 2-0 lo que llevó al encuentro a tiempos extras y donde Xelajú marcó el 3-0 definitivo.
Los entrenadores que le dieron los 5 subcampeonatos de liga a los príncipes azules fueron en su orden:
- 1979 - Rubén Amorín (Uruguayo)
- 1997-98 de Julio César “Pocho” Cortés
- Apertura 2001 - Luís “Chavo” López Meneses
- Clausura 2003 - Julio César González Montemurro, (Uruguayo)
- Apertura 2024 - Roberto Montolla (Mexicano)

### Campeón Nacional "Torneo Clausura 2004"
El equipo de Cobán Imperial termina segundo en la etapa de clasificación detrás del CSD Municipal, accediendo directamente a semifinales, luego de los partidos de reclasificación a semifinales, su rival fue el Deportivo Jalapa, en el primer partido disputado en el Estadio Las Flores, el marcador fue de 1 a 1, todo quedaba abierto para el partido de vuelta que se jugaría en el Estadio José Ángel Rossi de la ciudad cobanera, pero al final del encuentro todo fue satisfacción para el equipó del Cobán Imperial ya que se impuso por 4 a 0 eliminando al Deportivo Jalapa, con un global de Cobán Imperial 5 a 1 Dep. Jalapa, y listo para disputar una final más y tratar de conquistar su primer título.  Su rival en la final del Torneo Clausura 2004 fue el CSD Municipal, que en semifinales dio cuenta del Aurora F.C. 1-2 y 5-0 respectivamente con un global de 6-2 a favor del CSD Municipal.

#### La Final Clausura 2004
En el primer partido de ida de esa serie final disputado en el Estadio José Ángel Rossi con un lleno a reventar en sus pintorescos graderios (Aprox. 15 mil aficionados), el Cobán Imperial se impuso 3 a 2 al CSD Municipal, el primer gol obra de Walter "el brody" Estrada min.23, ampliaban su ventaja por medio de José Mendoza al min. 36, el primer tiempo finalizaba con el marcador de Cobán Imperial 2 a 0 CSD Municipal. Comenzando el segundo tiempo los rojos acortaban distancia por medio de la anotación de Mauricio Risso (argentino) min.49, pero toma más ventaja el Cobán Imperial con la anotación de César "el picho" Trujillo min.58, y finalizando el partido los rojos acortarían distancias con anotación de Mauricio Risso al minuto 81 para el marcador final en el partido de ida de Cobán Imperial 3 a 2 al CSD Municipal.
En el partido de vuelta jugado en el Estadio Nacional Mateo Flores, Cobán Imperial tenía claro que para lograr el Título tenía que jugar un partido casi perfecto, pues la ventaja lograda en el primer partido sabían no era suficiente. Después de comenzar el partido ahogando la salida roja, con anotación de Walter "el brody" Estrada (min.18), dejaba silenciado a una afición roja que colmó las gradas del Estadio Nacional, y hacía delirar a los más de 5 mil aficionados azules que llegaron apoyar al Cobán Imperial, los Príncipes Azules. Municipal, como equipo grande, tenía algo que decir y con anotación de Carlos Figueroa (min. 41) colocaba el gol rojo, para finalizar el primer tiempo con el empate a uno.
En la segunda parte después de que el Cobán Imperial retrasara sus líneas para salvaguardar la ventaja (4 a 3 en el global), y con la insistencia del cuadro rojo de buscar una anotación para emparejar las acciones, aparece la anotación roja de Cristian Chaparro (min. 85) para poner la ventaja escarlata en el juego (2-1) y emparejar el marcador global (4-4), resultado con el que finalizó el tiempo regular. En el tiempo extra, nuevamente los Príncipes Azules presionaron las salidas rojas y crearon jugadas de peligro en el área roja. Es en el minuto 97 cuando aparece la anotación de Tránsito Montepeque (min. 97), para anotar el "Gol de oro" sellando el empate a 2 en el juego y la victoria 4-5 a favor de Cobán. El resultado desata una algarabía en el pueblo cobanero, iniciando el festejo en la Ciudad Capital, y se traslada en una caravana de alegría de más de 200 kilómetros hasta llegar a Cobán para celebrar el primer título de Campeón Nacional.

## Ascenso a la Liga Nacional Mayor
El equipo de Cobán Imperial es uno de los equipos que más veces ha ascendido y descendido, en donde hasta la fecha ha ascendido 5 veces en la liga de fútbol Guatemalteco, la última vez que ascendió fue en la temporada 2014/2015 el juego por el ascenso se disputó en un campo neutral el cual fue el estadio Nacional Mateo Florez actualmente (Doroteo Guamuch Flores), en donde la afición cobanera con un gran marco de aficionados alentaban al equipo en donde esperaban volver a ver al coban imperial en la liga de los consagrados después de estar 10 años en la primera división, en donde derrotó por un gol a cero al Deportivo Mictlán y así pudo regresar a la liga mayor del fútbol guatemalteco en donde es considerado uno de los equipos más tradicionales de la liga guatemalteca de fútbol  
anteriores asensos de los príncipes azules fueron:
1996/1997 — Cobán Imperial  
1993/1994 — Cobán Imperial
1975 — Cobán Imperial 
1963/1964 — Cobán Imperial
1959/1960·— Cobán Imperial

## Estadio
El Estadio Verapaz José Ángel Rossi, conocido como  el Ecológico de América está ubicado en la ciudad de Cobán en el departamento de Alta Verapaz en Guatemala, tiene una capacidad para +18,000 aficionados en sus diferentes áreas distribuidas entre graderíos y faldas de cerros, entre cuyos pinos se ubica la afición.
Desde su inauguración el 1 de agosto de 1936 ha sido sede de importantes eventos deportivos.
Fue la primera edificación destinada para la práctica del deporte en Cobán, fue construida en 1936 contando con un área para la práctica de deportes como el fútbol y actividades de atletismo, además de contar con una pista para la carrera de caballos, una concha acústica para la presentación de actividades culturales (fue demolida) y tiene una tribuna muy original, tanto en su interior como en su exterior que se le conoce con el nombre de  “Tribuna Monja Blanca”, en honor a la orquídea que identifica a Alta Verapaz, que originalmente se construyó de madera y posteriormente de concreto mostrando en su frente superior una monja blanca fondeada con azulejos en tonos azul y rojo.
Muchas personas le han dado el calificativo del estadio más hermoso y singular entre todos los estadios de Guatemala. Esto se debe a que este centro deportivo fue construido en un paraje rodeado de pequeñas colinas pobladas de pinos que le dan majestuosidad a ese sitio.
En la casa del club Cobán Imperial, se han jugado tres finales de varios torneos cortos, en los cuales Cobán ha sido dos veces subcampeón nacional.

## Semifinales
El equipo Cobán Imperial, luego de su anhelado y sufrido regreso a Liga Nacional se las vería duras el primer año, estando a un partido de descender, pero logrando su salvación, con un triunfo frente a Mictlán (Recién Ascendido), en la jornada 21 del Clausura 2016. 
Luego de esa crisis sufrida y tras varios cambios de técnico, regresaba Fabricio "La Chapa" Benítez, a retomar el mando de la nave azul, y conformando un equipo bastante equilibrado en todas sus líneas volvían a ser un animador más en el torneo, logrando por fin clasificarse a las instancias finales, quedando fuera en primera ronda con Comunicaciones en al Apertura 2016. Esto sólo sería un indicio de lo que depararía el futuro al cuadro azul.

### Apertura 2017
En el Torneo Apertura 2017, con incorporaciones como Maximiliano Lombardi, Roger Bastos y manteniendo la base de torneos anteriores, con jugadores ya establecidos como indiscutibles en el 11 titular (Robín Bethancourt, Henry López, Abuelo Morales, Álvaro García, entre otros), el cuadro cobanero logró clasificarse entre los 6 mejores del torneo.
Clasificando como sexto lugar, logró sortear la fase previa, enfrentado a un aguerrido cuadro de Xelajú M.C., que luchó hasta el final, pero el cuadro consiguió el pase, empatando 3-3 en el marcador global (pasó por criterio de goles de visita).
Llegando así a la semifinal de ida disputada en el Estadio “Jose Angel Rossi”, dónde el cuadro cobanero conseguía una ventaja por la mínima, el gol de la victoria fue anotado por Maximiliano Lombardi, que se había convertido en un referente de la ofensiva cobanera.
Con el marcador a favor en la serie, el cuadro cobanero llegó al Estadio Pensativo, con la mentalidad de volver a una gran final en Liga Nacional, pero se toparía con un cuadro antigüeño que fue líder de la Fase de Clasificación, que luchó por conseguir el pase. A falta de 15 minutos para sellar el pase azul, una falta cerca de la media luna, provocada por Erwin Morales, le dio la oportunidad de anotar a Agustín “Tin” Herrera, que puso a gritar a toda la afición aguacatera, certificando el pase de Antigua a la Gran Final.

### Clausura 2018
Luego del varapalo de la eliminación del torneo pasado, el cuadro cobanero logró reponerse, con fichajes prioritarios en posiciones clave y manteniendo la base del torneo anterior, logró colocarse cómo uno de los equipos favoritos al título. Con la friolera de 7 victorias en sus últimos 8 partidos, logró colocarse como segundo lugar general de la tabla de posiciones, únicamente por detrás de la otra gran sorpresa del torneo Sanarate.
Con el boleto a semifinales asegurado, el cuadro azul, únicamente esperaba a su rival, que sería el cuadro de Guastatoya, que ya había llegado a finales, pero soñaba con levantar el título por primera vez en Liga Nacional.
Llegaba el partido de ida disputado en el Estadio David Cordón Hichos de Guastatoya, dónde el cuadro cobanero dominó totalmente el partido, fallando ocasiones claras de gol y aplicándose el famoso dicho futbolístico “El que no las hace, las ve hacer”, a falta de pocos minutos para el final, un cabezazo de Palafox, mandaba la pelota al fondo de la portería azul y sellaba la victoria por la mínima de Guastatoya.
En el partido de vuelta, disputado en el José Ángel Rossi, Guastatoya disputó la mayoría del partido con un hombre menos, pero el cuadro cobanero con la ausencia de su jugador más importante en la defensa “Angel Cabrera” (Sancionado por acumulación de tarjetas amarillas), no logró reaccionar y dejaba nuevamente escapar la oportunidad de clasificarse a una Gran Final.
Al final del partidos, malos aficionados azules, quebraron el bus del cuadro Guastatoyano, dejando una mala imagen para el club.

### Apertura 2018
Con la baja de jugadores importantes en el cuadro azul, el cuadro azul empezó con varias dudas el campeonato, pero logró clasificarse entre los 6 primeros a la fase final del torneo.
En la fase previa, Cobán tuvo que superar al cuadro de Malacateco para volver a acceder nuevamente a una semifinal, dejándolo fuera con un global de 5-4, en una serie bastante peleado por ambos cuadros.
Nuevamente en una semifinal y nuevamente con el último rival al que había enfrentando en semis, se volvían a medir Cobán y Guastatoya, a lo que se denominó una Revancha de la última semifinal, pero ahora con ventaja para el cuadro amarillo, de cerrar de local la serie.
El partido de ida, disputado en el José Ángel Rossi, el cuadro cobanero nuevamente tomó la iniciativa del partido,  no pudiendo concretar ninguna jugada, debido a que el cuadro de Guastatoya, colocó un gran muro defensivo que a día de hoy el cuadro cobanero no ha podido derribar y todo parecía que se quedaría con un amargo empate sin goles, pero a falta de 5 minutos para concluir el partido, una botella de vidro impactaba en la cabeza del árbitro central (Mario Escobar Toca), con lo que el partido y la serie quedaba suspendida. 
Luego de rumores a lo largo de la semana, se reanudó la serie, disputándose el partido de vuelta en el David Cordón Hichos y nuevamente llegaba Cobán con la obligación de anotar un gol para poder clasificarse, nuevamente el equipo azul se chocaba con el muro defensivo impuesto por el cuadro amarillo, por lo que se quedaba nuevamente a la orilla de regresar a una ya ansiada final para la afición cobanera, sumando su tercera semifinal de manera consecutiva que quedaría fuera en estas instancias y no pudiendo consumar la revancha contra el cuadro amarillo.

### Clausura 2019
El torneo clausura nuevamente tenía a un cuadro cobanero despuntando en los primeros lugares, peleando por boletos directos a semifinales y efectivamente, a falta de una jornada el cuadro cobanero sellaba su pase directo a semifinales, terminando en 2.º lugar en la tabla de posiciones.
El rival en esta ocasión sería el Deportivo Malacateco; los toros, que en el torneo anterior habían sido eliminados en su casa por el cuadro cobanero, tomarían esta serie como una “Revancha”.
El partido de ida disputado en el Estadio Santa Lucía de Malacatán, el cuadro de los toros, tomaba la ventaja en el partido pero el cuadro azul en un gran segundo tiempo, remontaba el partido, y a nuevamente Malacateco emparejaba las acciones, con lo que así terminarían el partido empatados a dos goles, dejando todo abierto para la vuelta en el José Ángel Rossi.
El 19 de mayo de 2019, el estadio Azul, se vestía de Azul, la afición cobanera, veía con más optimismo, que en semifinales anteriores, poder conseguir esa ansiada final. Cobán Imperial, únicamente con mantener el empate, o ganando el partido estaba clasificado, así que todo estaba dispuesto para la fiesta azul en su estadio. 
Sin embargo, apareció un héroe inesperado para el cuadro de Malacatán, en una mala conducción del defensa Jorge Luis Sotomayor, perdiendo la pelota en salida, un trazo largo por el cuadro rojo, dejaba en soledad a su delantero con el portero Cobanero, sin embargo Iván Pacheco (Portero) tenía la ventaja del campo, pero en decisiones que se toman en cuestión de segundos y quedando claro posteriormente que no tomo la mejor decisión, pifió el despeje del balón, dejando en soledad frente al marco a Enzo Herrera, que finiquitó la jugada con el gol de la clasificación a la final del cuadro de Malacateco.
Así quedaba eliminado por cuarta ocasión consecutiva el cuadro cobanero en una semifinal, con un villano llamado Iván Pacheco, que a día de hoy, sigue siendo “Non-Grato” en la ciudad cobanera.

### Apertura 2019
El Apertura 2019, comenzaba con cambios para el cuadro azul, la mayoría del plantel anterior, había quedado fuera, dejando únicamente jugadores base y con nuevo cuerpo técnico encabezados por Jorge “Zarco” Rodríguez, experimentado en el fútbol de su país, renacía la ilusión en la afición cobanera.
Con un fútbol espectacular, mostrado en los primeros partidos, logrando 4 victorias en 4 partidos, el cuadro azul se vino abajo, entrando en una racha de 1 partido ganado en los siguientes 8 partidos, poniendo en riesgo su propia clasificación, sin embargo, se logró recuperar en el último tramo del partido y nuevamente empujado por la fuerza de los primeros partidos, logró consumar en el último partido, el primer lugar de la Tabla General. Consiguiendo este objetivo por primera vez en la historia del Club.
Con el Primer Lugar asegurado y su pase directo a semifinales, el cuadro cobanero esperaba por primera vez romper el maleficio que ya se había instaurando en esta instancia del fútbol chapín. El rival nuevamente sería el cuadro antigüeño, cerrando el ciclo que había comenzado en el Apertura 2017.
El partido de ida, disputado en el Estadio Pensativo, muy disputado en medio campo, el cuadro antigüeño, logró llevarse el marcador con un gol anotado por Jairo Arreola, que dejaba nuevamente a Cobán en desventaja para cerrar la vuelta en su casa.
El partido disputado el 21 de diciembre, con un lleno espectacular, a pesar de las semifinales anteriores, la afición se mantenía fiel al equipo y abarrotó el estadio, en un ambiente espectacular, desde horas e incluso días antes al esperado encuentro.
Cobán, con todo a favor para dar la vuelta a la historia, comenzó dominando el partido y cerca de abrir el marcador en varias oportunidades, pero no lo conseguía y así se llegaba al final del primer tiempo. En el segundo tiempo, seguía la misma tónica, el cuadro azul intentando abrir el marcador, hasta que pasados los 67 minutos, un centro desde la banda derecha por parte de Yeltsin Álvarez, cabeceado por Lauro Cazal, ponía a vibrar el estadio, haciendo estallar a toda la afición cobanera, que veía tan cerca la tan ansiada final que se les había resistido por tanto tiempo. Todo parecía indicar que el cuadro cobanero por fin lograría su cometido, sin embargo, luego de la anotación, increíblemente el cuadro azul, dejó de atacar y le dejó las riendas del encuentro al cuadro Antigüeño que empezó a arrinconar al cuadro azul, poniendo en aprietos al portero Paulo César Motta.
A falta de 3 minutos para el final, un balón perdido por Odir Flores, dejó en buena posición a Christopher Ramírez, que vio mal posicionado al portero cobanero y mandó el balón al fondo de la portería azul. Dejando en silencio espectacular y abrumador el estadio cobanero que veía como nuevamente la final se les escapaba, estando tan cerca de lograrlo, pero a la vez tan lejos de llegar.
Y nuevamente el cuadro cobanero intentó en los últimos minutos, dos goles que lo clasificarán a la Final, sin éxito, por lo que por quinta ocasión consecutiva el cuadro cobanero quedaba eliminado en semifinales, llegándose a ganar el apodo de “Eterno Semifinalista”.

### Clausura 2020
Debido a la Pandemia de COVID-19, la Liga Nacional de Fútbol de Guatemala decidió la suspensión del torneo de liga en la Fecha 14.

### Apertura 2022
Después de 18 años, el club obtuvo su segundo título de liga, esto tras empatar 0 - 0 contra Antigua Guatemala en el Estadio Pensativo, gracias a una anotación del jugador Robin Betancourth conseguido en el partido de ida (1 - 0), los “príncipes azules” de Cobán se hicieron con su segundo título en su historia de la mano del técnico mexicano Roberto Montoya. De esa cuenta el club se constituye como el primer equipo guatemalteco en clasificar a la Copa Centroamericana de CONCACAF.

## Otros datos de interés
- Mayor goleada a favor: Liga mayor B Cobán Imperial 12 - Deportivo Gualan 0 el 27 de oct. de 1996
- Mayor goleada en contra: Clausura 2016 Malacateco 9 - Cobán Imperial 0 el 8 de mayo de 2016
- Máximo anotador: Gerson Tinoco (104 goles)

## Palmarés
- Liga Nacional de Guatemala: (2) Clausura 2004, Apertura 2022
- Subcampeón de Liga Nacional: (5) 1979, 1997–98, Apertura 2001 y Clausura 2003, Apertura 2024
- Subcampeón Copa de Guatemala: (3) 1997, 2002, 2003
- Primera División de Guatemala: (1) 2015
- Copa de Guatemala: (1) 2018-2019